# Гуманитарная интервенция
Гуманитарная интервенция, или гуманитарная война, — применение военной силы против иностранного государства или каких-либо сил на его территории для предотвращения гуманитарной катастрофы или геноцида местного населения.
Под понятие гуманитарной интервенции не попадают следующие действия:
- миротворческие операции, проводимые ООН с согласия государства, на территории которого они предпринимаются;
- акции с использованием вооруженной силы по просьбе законного правительства (включая акции, предусмотренные соглашениями). Однако существуют ситуации, при которых нелегко установить, что является законным правительством или действительным согласием.
- военные операции, предпринимаемые государством с целью спасения своих граждан за рубежом от неминуемой угрозы их жизни или здоровью;
- акции принудительного характера, не включающие использование вооруженной силы.

## История
Начиная с XIX века некоторые государства допускали вооруженные действия против любого правительства, которое «нарушает права человека чрезмерной несправедливостью и жестокостью по отношению к определенным категориям своих подданных, пренебрегая законами цивилизации». Подобным образом Франция обосновывала направление своих войск в Ливан в 1860 году для спасения маронитов от их уничтожения друзами. Так же оправдывалась военная экспедиция Германии, Австро-Венгрии, США, Франции, Великобритании, Италии, России и Японии в Китай в 1901 году для защиты своих подданных и китайских христиан, укрывшихся в осажденных посольствах во время Ихэтуаньского восстания.
- 1987 год — Бернар Кушнер опубликовал книгу «Le Devoir d’Ingerence» («Обязанность вмешаться»), в которой утверждал, что демократические государства не только имеют право, но и обязаны для защиты прав человека вмешиваться в дела иностранных государств, невзирая на их суверенитет.[1]
- 1991 год—1995 год — возрастание интереса к этой проблеме юристов-международников началось с первой половины 90-х гг. после действий США и их союзников, направленных на защиту курдов на севере Ирака и шиитов на юге этой страны (установление после войны с Ираком в 1991 году двух запретных для полетов зон), вмешательства в Сомали в 1992—1993 годах и действий НАТО в Боснии в 1995 году. Разные авторы употребляли такие термины как «интервенция в гуманитарных целях», «интервенция по причинам гуманитарного характера», «право демократической интервенции», или ссылались на «право интервенции» или право «чрезвычайной гуманитарной защиты или помощи», или даже «гуманитарная бомбардировка».
- 1999 год — Генеральный секретарь ООН Кофи Аннан, выступая на сессии Генеральной Ассамблеи, призвал мировое сообщество к «ответственности по защите» мирного населения от бедствий войны в соответствии с нормами международного права, сказав: «Если гуманитарная интервенция действительно является неприемлемым ущемлением суверенитета, то как тогда отвечать на такие ситуации, как Сребреница и Руанда — грубые и систематические нарушения прав человека, которые противоречат всем правилам человеческого бытия?». Концепция гуманитарной интервенции использовалась для обоснования бомбардировок Югославии авиацией стран НАТО.
- 2000 год — под эгидой ООН была создана Международная комиссия по вопросам вмешательства и государственного суверенитета, в состав которой вошёл и представитель от России — В. В. Лукин. В 2001 г. эта комиссия представила на рассмотрение генерального секретаря и членов ООН доклад, озаглавленный «Обязанность защищать» (англ. The responsibility to protect)[2].
- 2008 год — циклон «Наргис», жертвами которого в Мьянме стали около 138 тыс. человек и более 2 млн человек остались без крова и пищи. Многие страны немедленно предложили свою помощь Мьянме, однако правящий в Мьянме военный режим её отверг. Лидер этого режима генерал Тан Шве на протяжении долгого времени отказывался отвечать на телефонные звонки генерального секретаря ООН Пан Ги Муна. В связи с этим французский представитель в ООН, ссылаясь на принцип «Обязанность защищать» призвал к принудительной помощи Мьянме. Под исключительными случаями, предусматривающими иностранное вмешательство, после саммита ООН в 2005 понимались геноцид, состояние войны и конфликты, однако после трагедии в Мьянме министр иностранных дел Великобритании Дэвид Милибанд заявил, что принцип «Обязанность защищать» можно также распространять и на ситуации стихийных бедствий. В конце концов правительство Мьянмы пошло на уступки и согласилось принять гуманитарную помощь. В том же году Россия приняла участие в войне в Грузии, сославшись на необходимость «принуждения к миру».
- 2011 год — концепция гуманитарной интервенции была применена для обоснования интервенции ряда государств в Ливию.

## Правовые основы
Некоторые теоретики международного права утверждают, что угроза применения или использования силы государством или группой государств исключительно в целях предотвращения или защиты от серьёзных нарушений основных прав человека, особенно права на жизнь, независимо от национальности, может иметь место как без разрешения соответствующих органов ООН, так и без разрешения законного правительства данного государства. Однако Международный суд ООН в связи с действиями США по поддержке никарагуанских «контрас», указал, что международное право не санкционирует использование государством вооруженной силы для исправления ситуации с серьёзными нарушениями в области прав человека в другом государстве без одобрения Совета Безопасности ООН.
В 2005 году ООН приняла концепцию, получившую название «Обязанность защищать» (англ. The responsibility to protect (RtoP or R2P), основная идея которой состоит в том, что суверенитет является не привилегией [правящего режима], а обязанностью. В соответствии с данной концепцией суверенитет не только предоставляет государствам право контролировать свои внутренние дела, но также налагает непосредственную ответственность по защите людей, проживающих в пределах границ этих государств.
Россия и Китай отвергают концепцию международной ответственности. По мнению Филипа Дж. Кроули — бывшего заместителя госсекретаря США, — в случае России такая позиция определяется опасением за политическую судьбу Владимира Путина.

## Мнения и оценки
Критики концепции гуманитарной интервенции используют следующие аргументы:
- Трактовка суверенитета как ответственности по защите прав человека, по мнению некоторых из них, отражает западные ценности, деля мир на «цивилизованные» и «нецивилизованные страны», что может порождать полуколониальные методы ведения политики против государств, нарушающих права человека. Некоторые критики полагают, что использование данной риторики является прикрытием для распространения в мире гегемонии США.[6]
- Критики гуманитарных интервенций указывают на произвольный характер силовых акций, подрывающий их легитимность. Так, британский политолог Дэвид Чендлер называет процесс принятия подобных решений «законотворчеством элитной группы западных государств».[6]
- Некоторые российские ученые высказали предположение, что практика интервенций по гуманитарным мотивам спровоцировала рост сепаратизма в 1990-х годах. Видный российский политолог А. А. Кокошин предположил, что эта практика «стимулирует радикальные группы внутри религиозных и этнических меньшинств на обострение конфликтов вплоть до применения вооруженной силы в надежде на победу с помощью миротворческих сил».[6]
- Высказывались опасения, что гуманитарные интервенции могут снизить предсказуемость и регулируемость международных отношений, поскольку вызывают появление «антикоалиций» и увеличивают напряженность в мире.[6]

Из заявления официального лица британского Министерства иностранных дел и по делам Содружества: «Однако сегодня подавляющее большинство юристов выступает против права на гуманитарную интервенцию по трём основным причинам. Во-первых, Устав ООН и современное международное право не предусматривают такое право; во-вторых, деятельность государств в последние два столетия, и особенно после 1945 г., в лучшем случае указывает лишь на несколько явных случаев гуманитарной интервенции, а согласно большинству оценок, их вообще не существует; в конечном счёте, масштаб возможности злоупотребления таким правом в целях предосторожности ставит под сомнение смысл его существования».

## Методы, применяемые при гуманитарной интервенции
- Обеспечение эвакуации населения из районов охваченных гуманитарной катастрофой, в том числе организация гуманитарных коридоров.
- Обеспечение нуждающегося населения гуманитарной помощью и охрана пунктов её раздачи от вооруженных групп мародёров.
- Установление контроля за электростанциями, резервуарами питьевой воды, телерадиоцентрами, откуда могут звучать призывы к межобщинному насилию (в случаях межэтнического конфликта)
- Развертывание, обеспечение и охрана лагерей беженцев.